# Kanton Gourbeyre
Kanton Gourbeyre is voormalig een kanton van het Franse departement Guadeloupe. Kanton Gourbeyre maakte deel uit van het arrondissement Basse-Terre en telde 7 632 inwoners (Recensement 1999).
In 2015 werd het kanton Gourbeyre samengevoegd met kanton Trois-Rivières.

## Gemeenten
Het kanton Gourbeyre omvatte de volgende gemeente:
- Gourbeyre : 7 632 inwoners